# Iván Guillauma
Iván Marcos Guillauma Modernell (San José de Mayo, 20 de septiembre de 1977) es un exfutbolista uruguayo. Jugaba de volante.

## Clubes
| Club                 | País    | Año       |
| -------------------- | ------- | --------- |
| Progreso             | Uruguay | 1998-2002 |
| Atenas de San Carlos | Uruguay | 2002      |
| Rentistas            | Uruguay | 2002-2004 |
| Cobresal             | Chile   | 2005-2007 |
| Cobreloa             | Chile   | 2008      |
| Santiago Morning     | Chile   | 2009      |
| Cobresal             | Chile   | 2009      |
| Deportes Iquique     | Chile   | 2010      |
| Cobresal             | Chile   | 2010      |
| San Marcos de Arica  | Chile   | 2011      |